# Fordia lanceolata
Fordia lanceolata é uma espécie vegetal da família Fabaceae.
Apenas pode ser encontrada no seguinte país: Malásia.
Está ameaçada por perda de habitat.